# Fluoruro de zinc
El fluoruro de zinc es un compuesto químico inorgánico con la fórmula química ZnF
2. Se encuentra en forma anhidra y también en forma de tetrahidrato, ZnF
2·4H2O (estructura cristalina romboédrica).  Tiene un alto punto de fusión,  la estructura de rutilo y un carácter iónico apreciable en su enlace químico.  A diferencia de los otros haluros de zinc, ZnCl
2, ZnBr
2 y ZnI
2, no es muy soluble en agua.
Al igual que otros difluoruros metálicos, el ZnF
2 cristaliza en la estructura rutilo, que presenta cationes Zn octaédricos y fluoruros planares trigonales.

## Preparación y reacciones
El fluoruro de zinc se puede sintetizar de varias maneras.
- La reacción del metal zinc con gas flúor.
- Reacción del ácido fluorhídrico con zinc, para producir gas hidrógeno (H
2) y fluoruro de zinc (ZnF
2[3]

El fluoruro de cinc puede hidrolizarse con agua caliente para formar fluoruro de hidróxido de cinc, Zn(OH)F.
Se cree que la sal forma tanto un tetrahidrato como un dihidrato.